# Bataille du fleuve Samichon
Guerre de Corée
Batailles
Offensive nord-coréenne :

(juin 1950 - septembre 1950)
- Pokpung
- Chuncheon
- Séoul (1re)
- Busan (navale)
- Chumunjin
- Osan
- Pyeongtaek
- Cheonan
- Chochiwon
- Daejeon
- Sangju
- Yongdong
- Hwanggan
- Notch
- Périmètre de Busan

Contre-offensive de l'ONU :

(septembre 1950 - octobre 1950)
- Incheon
- Bombardement de Pyongyang
- Pyongyang

Intervention chinoise :

(octobre 1950 - avril 1951)
- Onjong
- Unsan
- Chongchon (Wawon)
- Réservoir de Chosin
- Évacuation de Hŭngnam
- Séoul (3e)
- Twin-Tunnels
- Jipyeong-ri
- Imjin
- Kapyong

Impasse :

(août 1951 - juillet 1953)
- Crèvecœur
- Fleuve Han
- Opération Commando
- Maryang San
- Suncheon
- Barrage de Sui-Ho
- Triangle Hill
- le Crochet
- Fleuve Samichon
- Armistice de Panmunjeom

Post armistice :
- Raid sur la Maison Bleue
- Attaque de l'EC-121
- Incident du peuplier
- Infiltration de Gangneung
- Guerre du crabe

La bataille du fleuve Samichon fut livrée durant la phase finale de la guerre de Corée entre les forces des Nations unies et de la république populaire de Chine du 24 au 26 juillet 1953.
Avec les pourparlers de paix à Panmunjom, les Chinois étaient désireux de remporter une victoire de dernière minute sur les forces du Commandement des Nations unies en Corée mais ne rencontrèrent aucun succès.

## Déroulement de la bataille

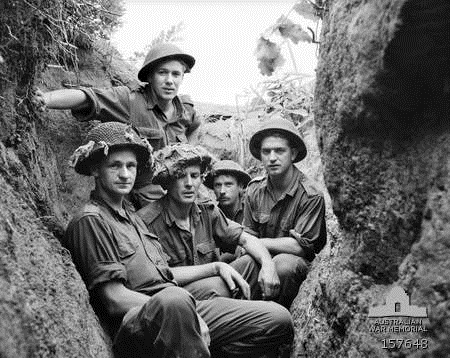
Soldats du 2 RAR, juin 1953.

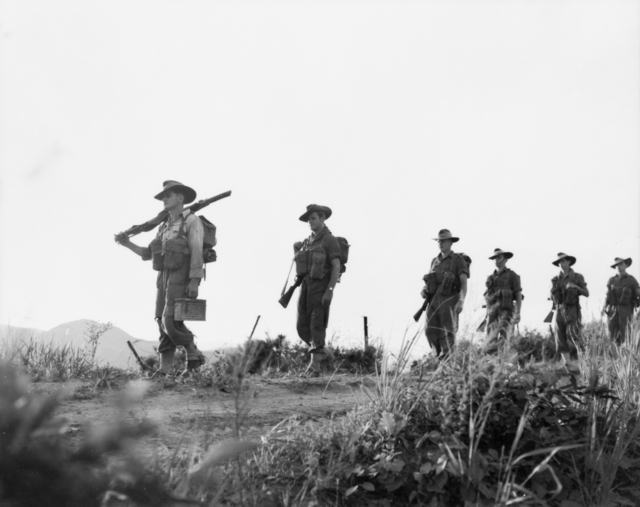
Soldats du 2 RAR se retirant vers la zone coréenne démilitarisée, 72 heures après la signature de l'armistice.

Le 2e bataillon du Royal Australian Regiment (2 RAR) et le 7e régiment de marines repoussèrent les nombreux assauts de la 137e division chinoise au cours de deux attaques nocturnes concertées, leur infligeant de lourdes pertes grâce à l'emploi d'artillerie lourde et d'armes légères. Il s'agit de la plus importante attaque chinoise menée contre la 1re division de marines, avec des attaques de diversion montées contre les Australiens.
Au cours de la bataille, les Chinois avaient tenté une percée sur la rivière Imjin afin de contourner le flanc des forces américano-australiennes. Grâce à l'appui du 16e bataillon d'artillerie de l'armée néo-zélandaise et aux chars Centurion du 1st Royal Tank Regiment, le 2 RAR parvient à contrecarrer les attaques chinoises, qui détenaient une position-clé (le Crochet, Hook en anglais). Les unités britanniques, australiennes et néo-zélandaises font partie de la 1st Commonwealth Division.
Les pertes chinoises sont estimées de 2 000 à 3 000 tués dont la majorité a été causée par les artilleurs néo-zélandais. Pendant ce temps sur le flanc gauche, les marines américains avaient subi le choc de l'attaque, repoussant les assauts chinois mais subissant plusieurs pertes. Seulement quelques heures plus tard, lorsque l'armistice a été signé, les deux camps se sont retirés de 2 kilomètres et une zone démilitarisée s'étendant sur 4 kilomètres a été mise en place.